# Даян Ледд
Роуз Даяна Ладнер, відома як Ледд (англ. Diane Ladd; нар. 29 листопада 1935, Мерідіан) — американська акторка, режисерка, продюсерка та письменниця.

## Біографія
Роуз Даян Ладнер народилася 29 листопада 1935 року в місті Мерідіен (штат Міссісіпі) в сім'ї ветеринара Престона Пола Ладнера, який торгував товарами для домашньої птиці і худоби, і домогосподарки Мері Бернадетт. Її родичами були драматург Теннессі Вільямс і поет Сідней Ланье.
У 1960 році одружилася з актором Брюсом Дерном, у 1967 році народила двох дочок — Даян (померла дитиною) і Лору, яка стала акторкою. Після розлучення в 1969 році ще двічі одружувалась, з 1999 в шлюбі з Робертом Чарльзом Гантером. 
Дебютувала в 1959 році на телебаченні. На початку кар'єри була відома численними ролями на телеекранах, зокрема, в серіалах «Боб Хоуп представляє», «Димок зі ствола», «Втікач», «Шейн» і «Перрі Мейсон». У 1981 році Ледд отримала премію «Золотий глобус» за роль в телесеріалі «Еліс».
У кіно вперше з'явилася в 1966 році в картині «Дикі ангели», після чого виконувала ролі в фільмах «Порушники спокою» (1970), «Китайський квартал» (1974) і «Аліса тут більше не живе» (1975), за який номінована на «Оскар» як найкраща акторка другого плану і удостоєна премії «BAFTA». Інші ролі були у фільмах «Зародок» (1976), «Саме так зло і приходить» (1983), «Різдвяні канікули» (1989), «Поцілунок перед смертю» (1991), «Назавжди» (1992) і «Обійми мене, схвилює, поцілунок» (1993). Даян Ледд ще двічі висувалася на «Оскар»: за ролі в картинах «Дикі серцем» (1990) і «Слабка троянда» (1991), в яких знімалася разом з дочкою Лорою Дерн.
Ледд також неодноразово з'являлася і на театральній сцені, а в 1976 році була номінована на театральну премію «Драма Деск» за роль у п'єсі «Техаська трилогія».
Удостоєна зірки на Голлівудській алеї слави.